# 腰带钟螺
腰带钟螺（学名：Calliostoma unicum），是原始腹足目钟螺科钟螺属的一种。主要分布于韩国、中国大陆、台湾，常栖息在潮下带。